# 常山县
常山县在中国浙江省西部，是衢州市下辖的一个县，邻接江西省。区域总面积为1099平方公里，县人民政府驻天馬鎮胜利街29号。

## 历史
东汉建安二十三年（218年），析新安县置定阳县，县址定阳（今招贤镇），属会稽郡。为建县之始。
隋大业三年（607年），太末、定阳2县并入信安县，隶东阳郡。
唐武德四年（621年），分置须江、定阳2县；七年（624年）定阳、须江、白石、太末4县入信安县；武后垂拱二年（686年），复置信安、龙丘、常山（县以境内山命名，此为常山地名之始）3县。
1958年11月，常山并入衢县；1961年，复置常山县。

## 行政区划
常山县下辖3个街道办事处、6个镇、5个乡：
天马街道、紫港街道、金川街道、辉埠镇、芳村镇、球川镇、白石镇、招贤镇、青石镇、何家乡、新昌乡、同弓乡、大桥头乡和东案乡。

## 人口
2022年初常住人口为26.1万人，其中城镇常住人口为12.92万人。户籍人口总数为33.97万人。

## 交通
- 320国道， 205国道
- 衢九鐵路

## 特产
常山胡柚、常山山茶油：中国地理标志产品。
常山县图集

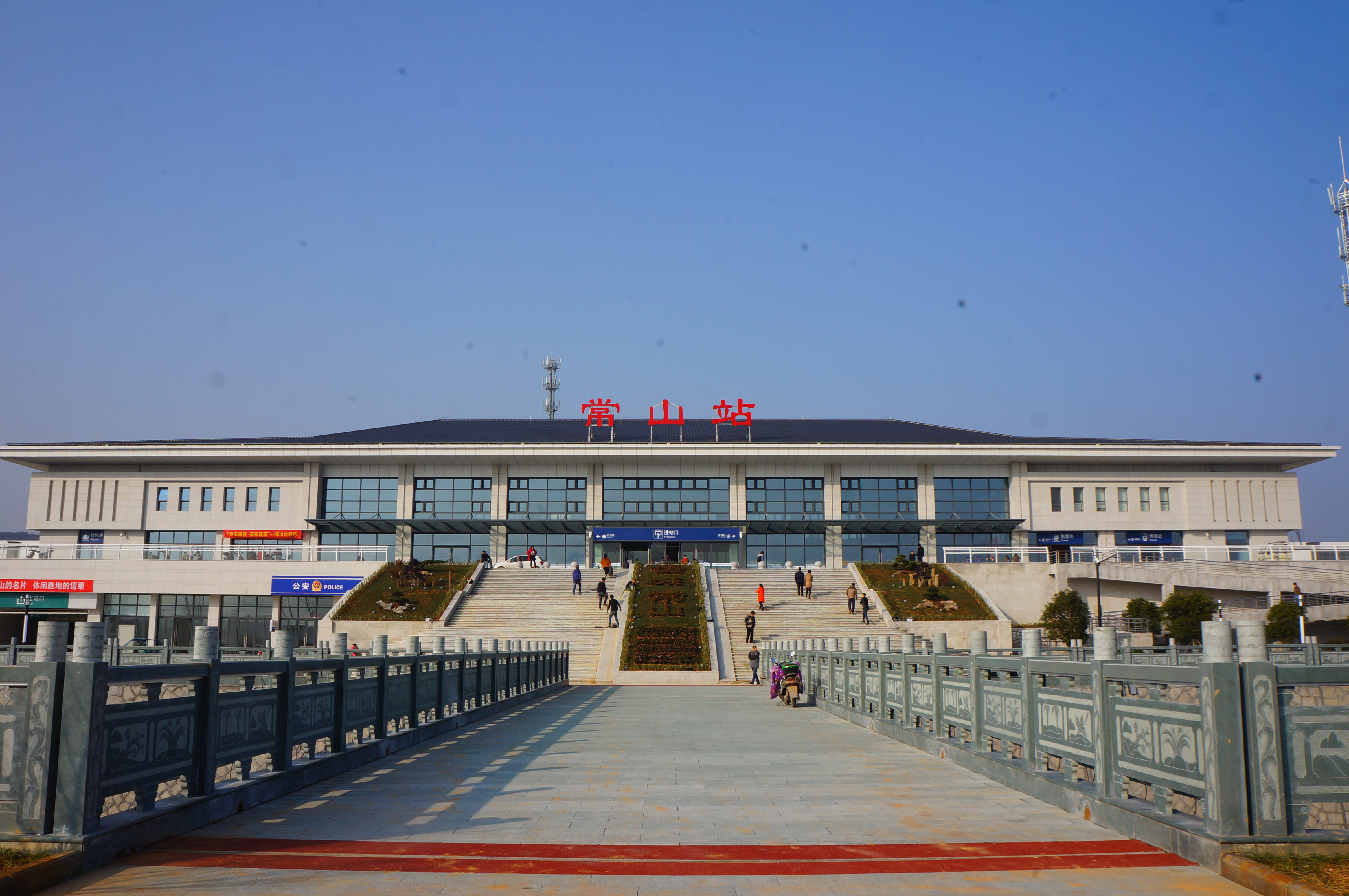
常山火车站
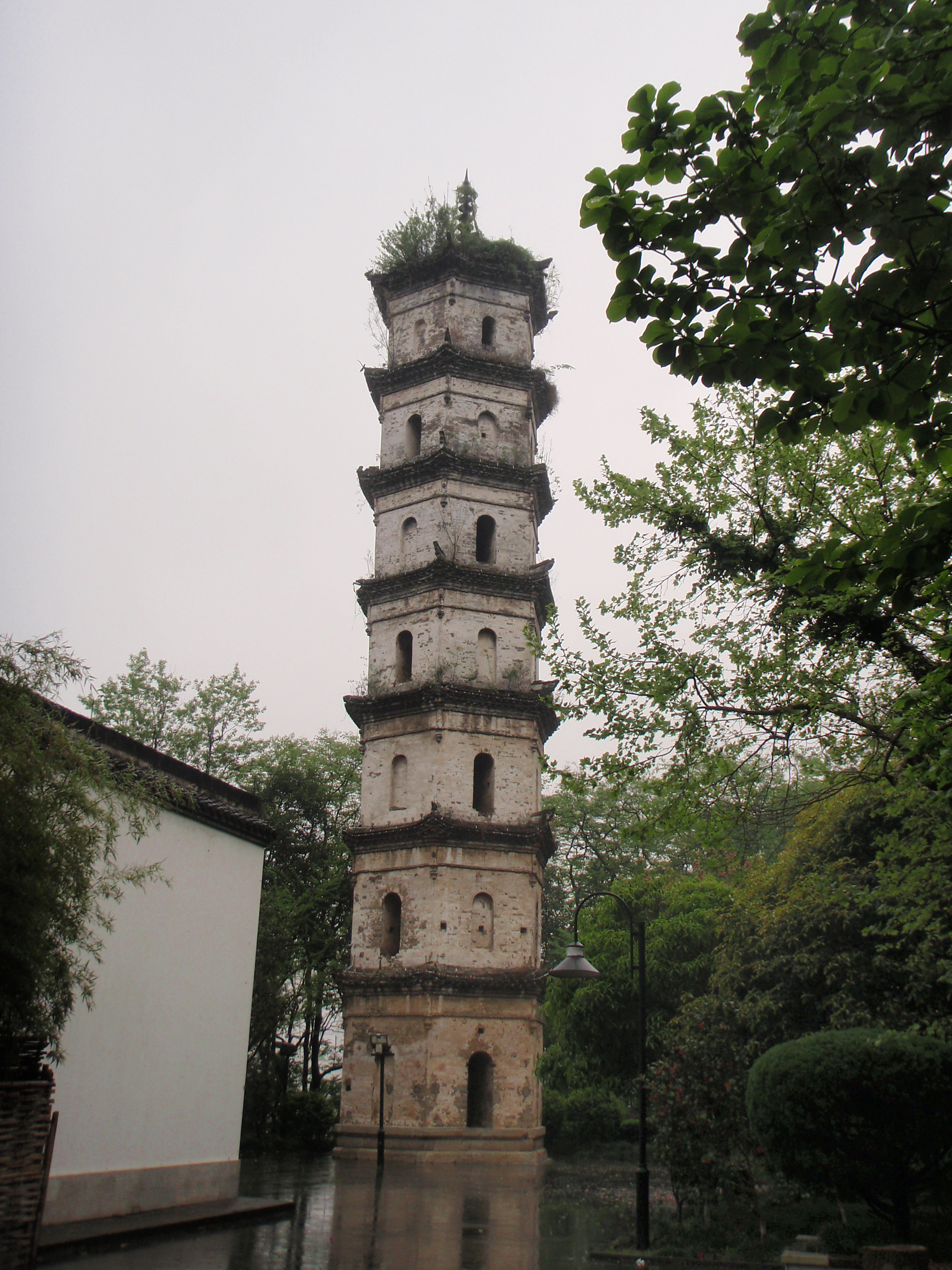
常山文峰塔
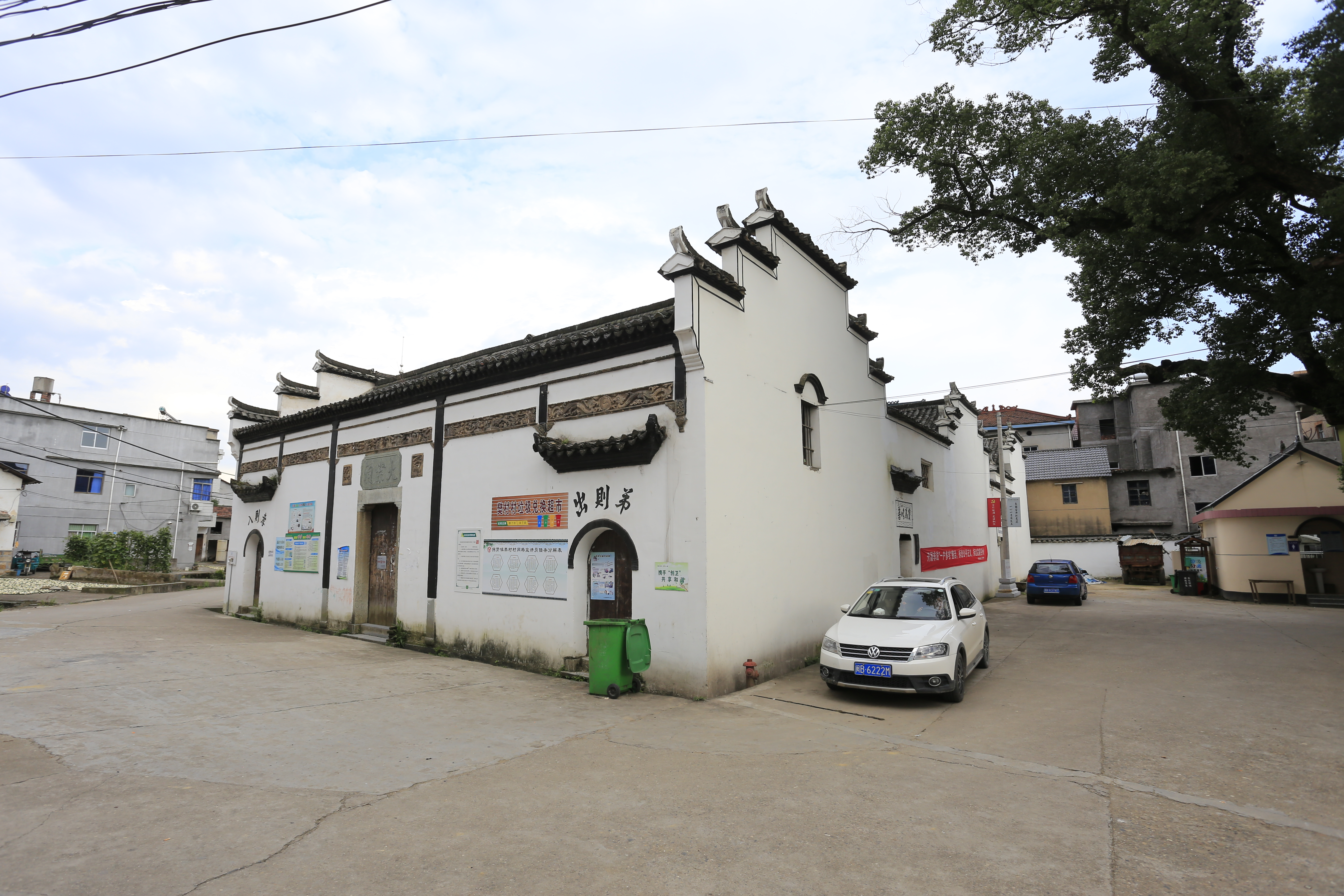
樊村樊氏宗祠